# Cyclamen rohlfsianum
Espèce
Statut CITES
Cyclamen rohlfsianum Asch. est une espèce de plantes à fleurs de la famille des Primulaceae endémique dans un petit secteur de la Cyrénaïque en Libye, où il pousse dans les anfractuosités des rochers.
Étymologie :  du nom l'explorateur allemand, Friedrich Gerhard Rohlfs, qui l’a découvert au XIXe siècle.

## Description

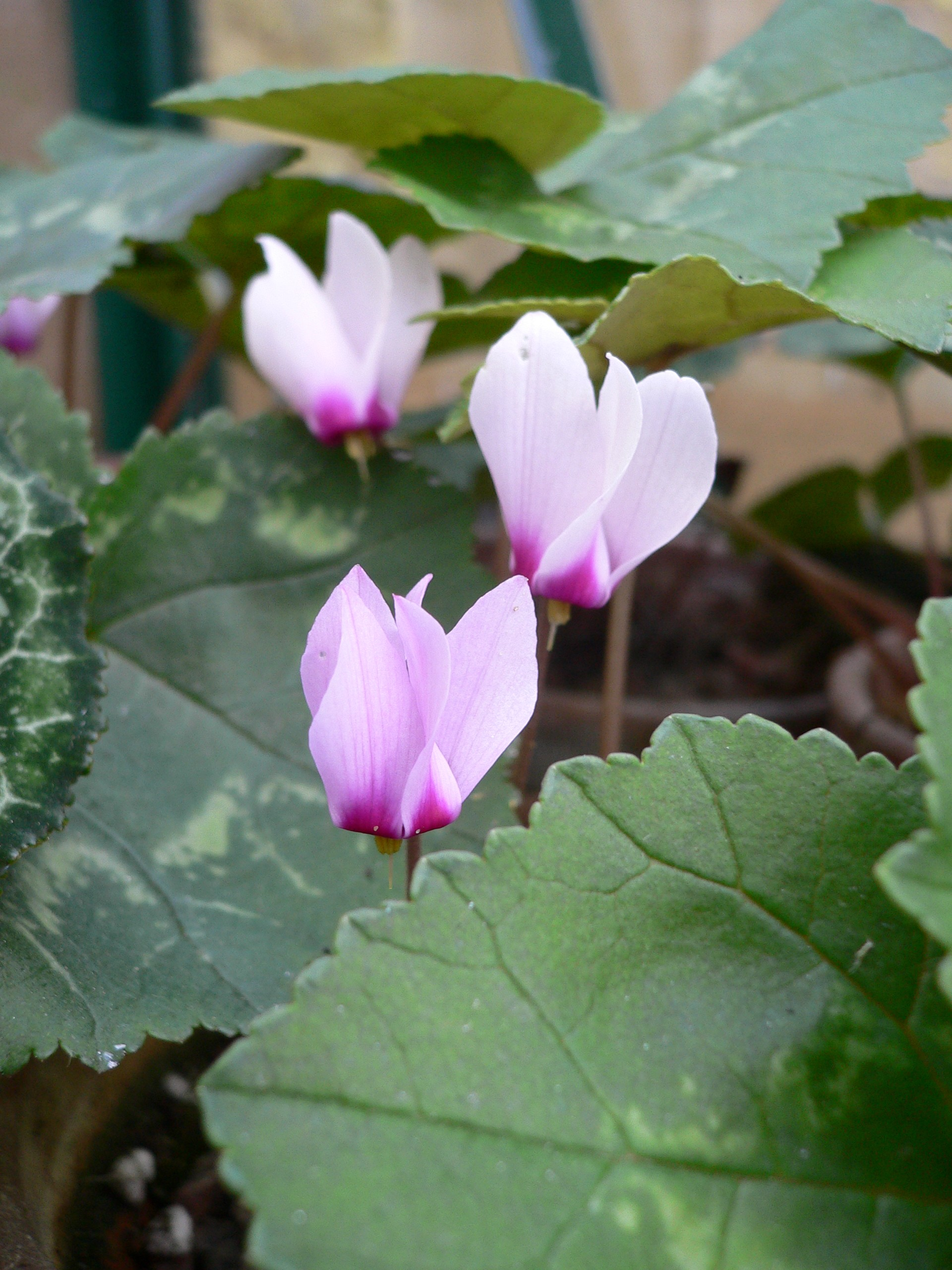
Fleurs de Cyclamen rohlfsianum.

Les fleurs odorantes, qui apparaissent à la fin de l’été, se reconnaissent à leurs étamines exsertes – comme celles de la gyroselle de Virginie (Dodecatheon meadia).
Une autre particularité à signaler : tandis qu’après fécondation, le pédoncule floral de la plupart des espèces se tord en tire-bouchon à partir du sommet, celui du cyclamen de Rohlfs le fait à partir de la base.
En novembre 2000, un premier exemplaire à fleurs blanches (f. album) a été obtenu en culture.
Les feuilles arrondies à grandes dents triangulaires, qui apparaissent après les premières fleurs, sont souvent marbrées.
Cyclamen rohlfsianum est le moins rustique des cyclamens actuellement en culture et doit être cultivée en serre froide.